# Angelo Quaglio il Vecchio
Michel Angelo Quaglio (Monaco di Baviera, 13 agosto 1778 – 2 aprile 1815) è stato un pittore, grafico e litografo tedesco.

## Biografia
Angelo Quaglio il Vecchio proveniva dalla famiglia di artisti italo-tedeschi Quaglio.
Era il figlio maggiore di Giuseppe Quaglio, fratello di Domenico Quaglio il Giovane e Simon Quaglio, zio di Angelo il Giovane e Julius Quaglio.
Ricevette le prime lezioni di pittura nella casa paterna.
In seguito dipinse paesaggi secondo lo stile di Ruysdaels e fu pittore di scena per l'Isartortheater.
Viaggiò in Italia, tra i vari luoghi anche a Roma, dove dipinse una vista della Basilica di San Pietro in Vaticano che fu molto elogiata per l'efficacia della prospettiva.
Lavorò quindi alla corte dell'elettore bavarese Carlo Teodoro  dove fece la conoscenza di Sulpiz Boisserée, collezionista di Colonia nonché storico dell'arte e dell'architettura per conto del quale disegnò una vista del Duomo di Colonia.